# Hiệu ứng Umov
Hiệu ứng Umov, còn được gọi là định luật Umov, là mối quan hệ giữa suất phản chiếu của một vật thể thiên văn và mức độ phân cực của ánh sáng phản chiếu nó. Hiệu ứng được phát hiện bởi nhà vật lý người Nga Nikolay Umov vào năm 1905, và có thể được quan sát đối với các thiên thể như bề mặt của Mặt trăng và các tiểu hành tinh.
Mức độ phân cực tuyến tính của ánh sáng P được xác định bởi
{\displaystyle P={\frac {I_{\perp }-I_{\|}}{I_{\perp }+I_{\|}}}\,}
Với {\displaystyle I_{\perp }} và {\displaystyle I_{\|}} là cường độ ánh sáng theo hướng vuông góc và song song với mặt phẳng của bản phân cực thẳng hàng trong mặt phẳng phản xạ. Giá trị của P bằng 0 đối với ánh sáng không phân cực và ± 1 đối với ánh sáng phân cực tuyến tính.
Định luật Umov
{\displaystyle P\propto {\frac {1}{\alpha }}\,}
Trong đó α là suất phản chiếu của vật thể. Do đó, các vật thể phản xạ cao có xu hướng phản xạ chủ yếu là ánh sáng không phân cực và các vật thể phản xạ mờ có xu hướng phản xạ ánh sáng phân cực. Định luật chỉ có giá trị đối với góc pha lớn (góc giữa ánh sáng tới và ánh sáng phản xạ).